# Johann Salomon Brunnquell

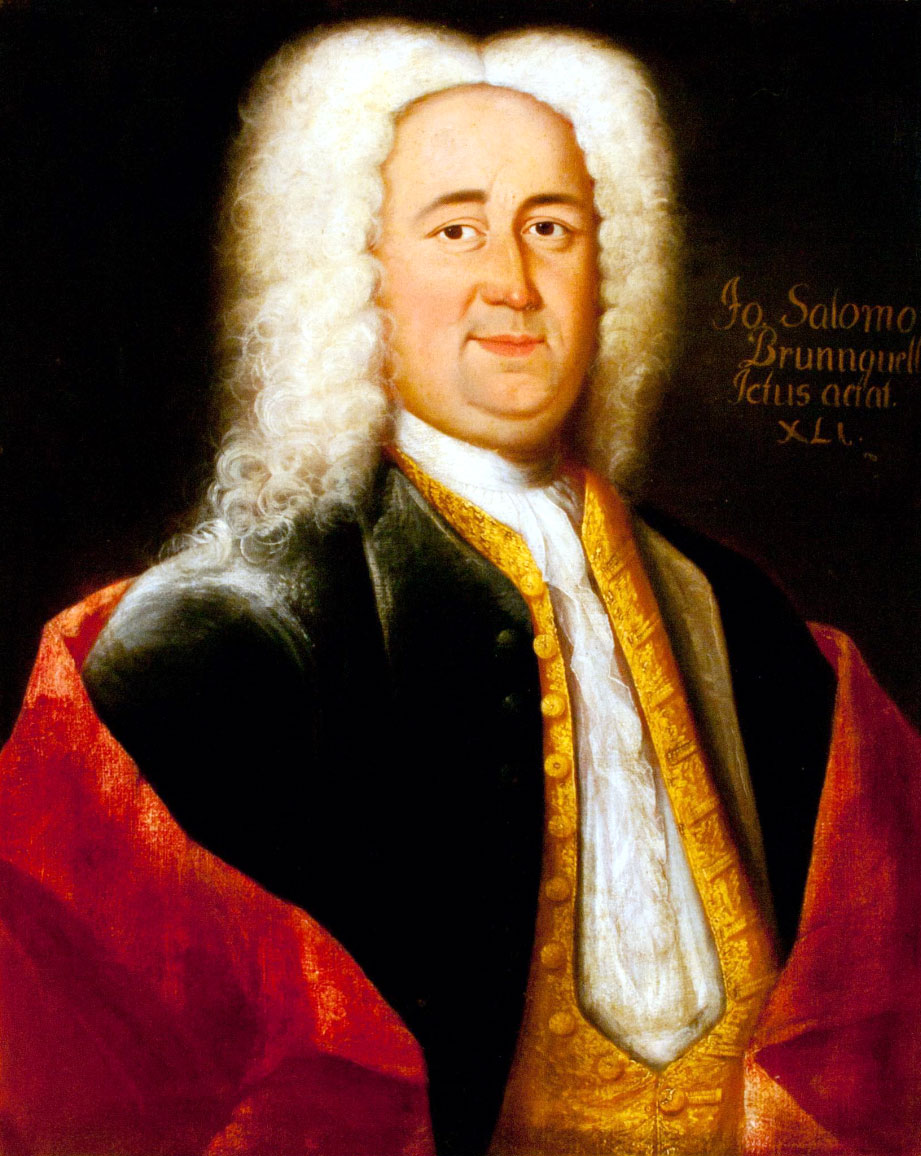
Johann Salomon Brunnquell

Johann Salomon Brunnquell, auch: Brunquell, (* 22. Mai 1693 in Quedlinburg; † 21. Mai 1735 in Göttingen) war ein deutscher Rechtshistoriker und Kirchenrechtler.

## Leben
Brunquell war Sohn des Lehrers vom Gymnasium illustre in Quedlinburg Johann Heinrich Brunnquell (* 1656 in Quedlinburg; † 1710 in Quedlinburg) und dessen Frau Barbara Dorothea Michaeli (1664–1724). Durch seinen Vater und unter der Leitung des Rektors Tobias Eckhard (* 1. November 1662 in Jüterbog; † 13. Dezember 1737 in Quedlinburg), erhielt er seine schulische Vorbildung am Gymnasium Illustre seiner Geburtsstadt. Rechtswissenschaftliche Studien verfolgend immatrikulierte sich Brunnquell am 11. April 1712 an der Universität Jena. In Jena besuchte er die Vorlesungen an der philosophischen Fakultät bei Johann Jakob Syrbius (1674–1738), Martin Schmeitzel, Gottlieb Stolle (1673–1744) und verfolgte die Geschichte bei Burkhard Gotthelf Struve (1671–1738). Daneben absolvierte er an der juristischen Fakultät bei Johann Philipp Slevogt, Christian Wildvogel (1644–1728), Johann Christian Schröter (1659–1731), Johann Bernhard Friese (1643–1726) und Wilhelm Hieronymus Brückner (1656–1736) weitere Studien. Im Sommersemester 1716 wechselte er an die Universität Leipzig um die Vorlesungen bei Lüder Mencke, Friedrich Philippi und Karl Otto Rechenberg zu frequentieren.
Noch im selben Jahr beendete er seine Studien, ging als Anwalt in seine Geburtsstadt und nahm 1717 eine Stelle als Hofmeister bei der Braunschweiger adligen Familie von Uslar an. Als solcher begleitete er im April 1714 Heinrich Caspar von Uslar an die Jenaer Hochschule und unterrichtete diesen. Nachdem Brunnquell dort am 19. September 1719 über das Thema de pactis doziert hatte, wurde er nach Verteidigung der Abhandlung de codice Theodosiano ejusque in codice Instinianeo usu am 6. Februar 1720 zum Dr. iur. utr. promoviert. Anschließend war er als Privatdozent tätig. Seine anwaltliche Tätigkeit übte er ab 1723 am Hofgericht aus. 1728 wurde er außerordentlicher Professor an der Juristenfakultät in Jena und erhielt damit verbunden eine Stelle am Schöppenstuhl. 1730 avancierte er zum ordentlichen Professor der Institutionen und Pandekten, woran eine Assessur am Jenaer Hofgericht gebunden war.
1733 zum Hofrat ernannt, 1734 Ehrenmitglied der Teutschen Gesellschaft in Jena, wurde der bei den Studenten sehr beliebte Brunquell 1734 auf Veranlassung von Gerlach Adolph von Münchhausen zum ersten Professor für Kirchenrecht an der neu gegründeten Universität Göttingen berufen. Der vorbereitende Briefwechsel zwischen von Münchhausen und Brunquell zeigt die damalige Besoldung der Professoren in Göttingen auf; sowohl die Vergütung wie das gestellte Stadtpalais an der Weender Straße hingen von der Wirtschaftskraft der Studenten ab, die der berufene Brunquell an sich binden und nach Göttingen mitbringen konnte. Der Kurator von Münchhausen legte Wert auf zahlungskräftigen Adel mit Gefolge. Nach der entsprechenden Einigung reiste Brunquell im Februar 1735 von Jena ab. Die Studentenschaft ritt seiner Kutsche bei der Anreise aus Jena am 1. März 1735 von Göttingen aus entgegen und geleitete ihn in die Stadt. Der 1. März war Geburtstag der englischen Königin Caroline und damit wegen der Personalunion hoher Feiertag im Kurfürstentum Braunschweig-Lüneburg.

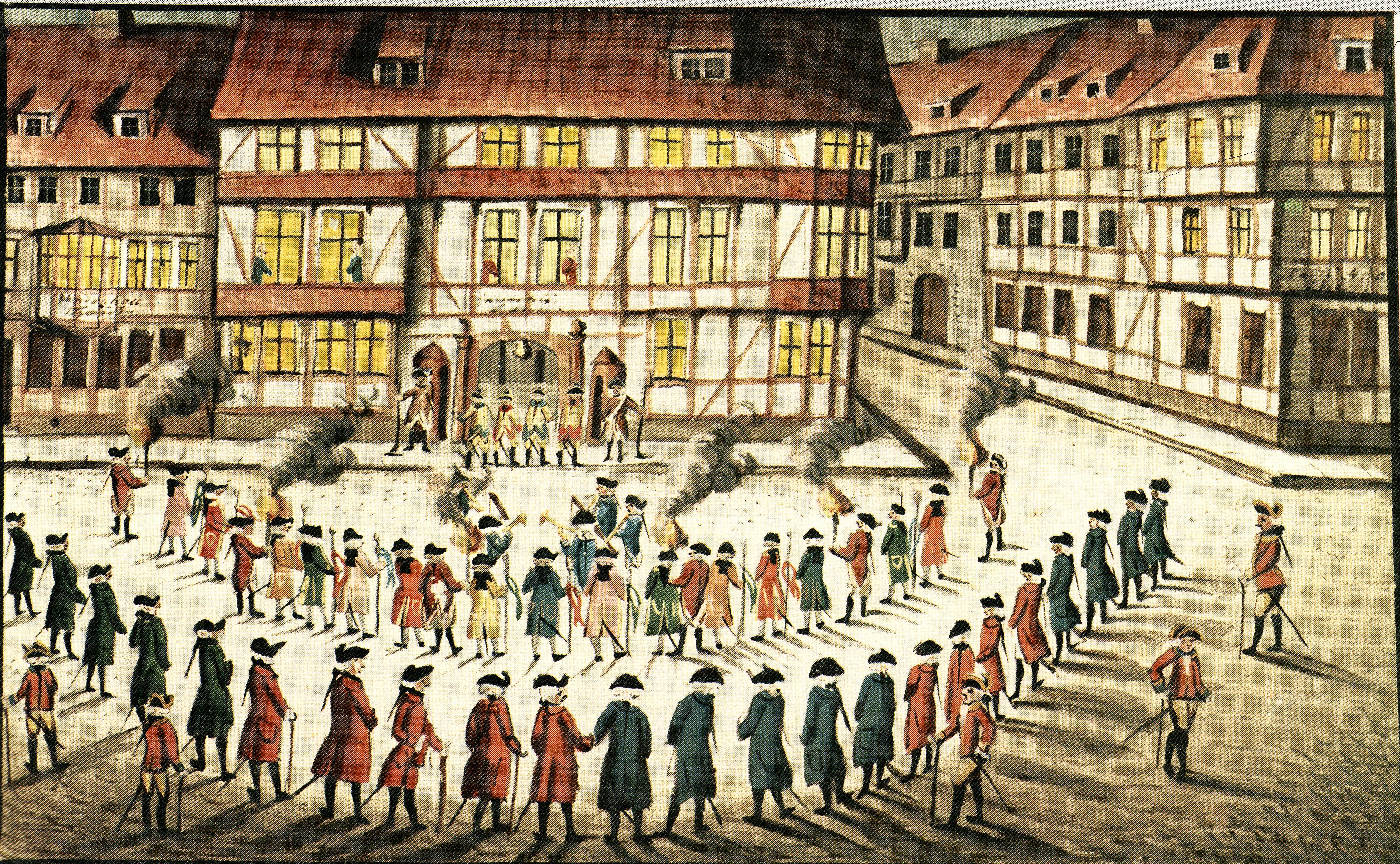
Aufzug der Göttinger Landsmannschaften für den Kurator von Münchhausen (1737) vor dem ehem. Kommandantenhaus

Sie hatte ihren Mann König Georg II. zur Gründung der Göttinger Universität angeregt. Die Feierlichkeiten an diesem Tage leitete seitens der Göttinger Studentenschaft der Senior der Hannoveraner Just Ludwig von Fabrice, der ihr auch auf Latein die als Druck erhaltene Geburtstagsrede in der Kirche hielt. Am Abend brachten ihm die Landsmannschaften ein Vivat mit Musik bei Fackelschein vor seinem Haus. Bereits am 9. April wurde er zum Königlichen Commissarius bestellt; das entsprach vor der Inauguration der Universität 1737 der Stellung des Prorektors. Brunnquell erlitt im April 1735 ein dreitägiges Fieber, welches mit starkem Erbrechen und mit krampfartigen Schmerzen verbunden war. Da die Krankheitssymptome ungünstig begleitet wurden, starb er schließlich kurz darauf daran. Der Göttinger Philosoph Samuel Christian Hollmann berichtete über diese Ereignisse in seinem Wochenblatt, in den Wöchentlichen Göttingischen Nachrichten.
Die Bestattung Brunquells wurde auf Anordnung von Georg II. von Großbritannien groß – wie für einen Prorektor – aufgezogen. Alle Bürger der Stadt wurden durch Leichenbitterinnen, höher stehende Persönlichkeiten von Stadt, Geistlichkeit und Universität durch die schwarz gekleideten Pedelle der Universität eingeladen. Die Zeremonie begann am 15. Juni 1735 um 11 Uhr vormittags an. Nach einem großen Leichenbegängnis durch die ganze Stadt fand der Trauergottesdienst am Nachmittag in der Johanniskirche statt. Auf ihrem Kirchhof wurde Brunnquell begraben.
Sein Nachfolger als Commissarius wurde am 23. September 1735 Gottlieb Samuel Treuer.
Brunquell verheiratete sich am 25. August 1720 in Jena mit der einzigen Tochter seines Lehrers Wilhelm Hieronymus Bruckner. Aus der Ehe scheinen auch Kinder hervorgegangen zu sein.
So starb ein Sohn Johann Adolph Brunquell am 10. Dezember 1774 in Jena als Kandidat der Rechte. Er soll der Urgroßvater von Paul Johann Anselm von Feuerbach sein.

## Trivia
Joseph Victor von Scheffel erwähnt Brunquell in seinem Hauptwerk Der Trompeter von Säkkingen. Im zweiten Stück berichtet der Trompeter dem Schwarzwälder Pfarrherrn von seiner Studentenzeit: „Und saß eifrig in dem Hörsaal / Wo mit mumiengelben Antlitz / Samuel Brunquell, der Professor, / Uns das römische Recht doziert’.“

## Werke (Auswahl)
- Diss. jur. de criminum abolitione, Praeside Ephraimo Gerhardo. Jena 1714 (reader.digitale-sammlungen.de).
- Diss. de codice Theodosiano, ejusque in codice Instinianeo usu. Jena 1719 (reader.digitale-sammlungen.de).
- Eröffnete Gedanken vom Deutschen Stadt- und Landrecht. Jena 1720.
- Eröffnete Gedanken von dem allgemeinen Staats-Recht und dessen höchst nützlichen Excolirung. Jena 1721 (reader.digitale-sammlungen.de).
- Commentatio jur. De Conditione: Si non nupserit, ultimatis voluntatibus adiecta. Jena 1722, Jena 1736 (reader.digitale-sammlungen.de); Jena 1745 (reader.digitale-sammlungen.de).
- Prolusio Academica de utilitate ex diligenti comporatione omnium eiusdem inscriptionis in Digestis capitum capienda, deque hujus artificii inuentoribus atque promotoribus. Jena 1724 (reader.digitale-sammlungen.de).
- Prolusio acad. de sectis veterum ICtorum, quod Glossatores vocamus, eorumque controversiis. Jena 1725 (bsb-muenchen-digital.de).
- Innocentii Cironii Observationes iuris canonici, in quinque libros digestas. Jena / Leipzig, 1726 (reader.digitale-sammlungen.de).
- Historia iuris Romano-Germanici Jena 1727 (reader.digitale-sammlungen.de), Amsterdam 1730 (books.google.de), Frankfurt / Leipzig 1742 (books.google.de).
- Prolusio acad. de praecipuis solidioris jurisprudentiae Impedimentis. Jena 1728 (reader.digitale-sammlungen.de).
- Prolusio acad. de variis veterum legibus suis sanctitatem auctoritatemque conciliandi modis. Jena 1729 (reader.digitale-sammlungen.de).
- Diss. de diverso patroni Ecclesiasti et Laici jure. Pro Loco. Jena 1730 (reader.digitale-sammlungen.de).
- De variis juris patronatus acquirendi modis. Jena 1731 (reader.digitale-sammlungen.de).
- Diss. Inaug. jur. de usufructu marti in rebus uxoris, moto super illus bonis concursu creditorum cessante. Jena 1732 (reader.digitale-sammlungen.de).
- Diss. de jure patronorum honorifico primario, nimirum jure praesentandi. Jena 1733 (reader.digitale-sammlungen.de).
- Diss. Inaug. jur. de feudo Keminatae vulgo Kemnad. Jena 1734 (reader.digitale-sammlungen.de).
- De Digestis secundum indicem legum Jacobi Labitti aliorumque ... et verborenus excudendis. Göttingen 1735.
- De retractationibus veterum iurisconsultorum, quorum fragmenta in Digestis supersunt, liber singularis. Leipzig 1738 (daten.digitale-sammlungen.de).
- Commentatio De Praeferentia Ivris Germanici Pvgnantis Cvm Romano Nisi Hvivs Receptio Probetvr In Cavssarvm Illvstrivm Decisionibvs. Frankfurt / Leipzig 1743 (digitale-sammlungen.de).
- Commentatio hist. et iuris eccl. de diverso patroni ecclesiastici et laici iure, qua simul quaestio per modum responsi ventilatur. Jena 1754 (reader.digitale-sammlungen.de).
- Heinrich Johann Otto König (Hrsg.): Opuscula ad historiam et iurisprudentiam spectantia. Halle / Magdeburg, 1. Band (reader.digitale-sammlungen.de); Band 2 (reader.digitale-sammlungen.de).